# Веснина, Елизавета Соломоновна
Елизавета Соломоновна Веснина (настоящая фамилия Едиткина; 28 октября 1917, Сухум, Сухумский округ — 5 мая 2013) — советская актриса

. Заслуженная артистка Белорусской ССР (1961).

## Биография
Актёрскую карьеру начала в 1933 году в Театре юного зрителя Сухуми. С 1936 по 1939 год — студентка Ленинградского финансово-экономического института, одновременно занималась в театральной студии у Б. В. Зона.
Служила в Гомельском областном русском драматическом театре (1939—1941, 1945—1946), переведённом потом в Могилёв (1946—1948) и в Брестском областном драматическом театре (1948—1949).
С 1941 по 1944 год во фронтовой бригаде 3-го Белорусского фронта. С 01.12.1942 по 25.11.1943 на военной службе (Дом Красной Армии Западного фронта) (база данных Память народа).
С 1949 по 1977 год — актриса Государственного русского драматического театра БССР. Первоначально зарекомендовала себя в амплуа острохарактерной актрисы, играющей волевых, энергичных персонажей, на более позднем этапе карьеры в стиле исполнительницы проявились лиризм и глубина прочтения характера её героинь. Среди наиболее заметных ролей в Государственном русском драматическом театре БССР — Полина («Враги», 1952), Поэма («Не называя фамилий» В. П. Минко, 1953), Лушка («Поднятая целина» по роману М. А. Шолохова, 1963). После 1977 года переехала в Ленинград.
Умерла 5 мая 2013 года. Похоронена на Ново-Волковском кладбище Санкт-Петербурга.
Муж — Евгений Максимович Полосин (бел. Яўген Максімавіч Палосін; 1912—1982) — белорусский, советский актёр театра и кино. Народный артист СССР (1969).

### Роли в театре
- Варвары — Катя
- Поднятая целина — Лушка
- Главная ставка — Марья
- Барабанщица — Нила Снижко
- Враги — Полина
- Любовь Яровая — Банова
- Её друзья — Светлана
- Товарищи по работе — Калугина

### Награды и премии
- Медаль «За победу над Германией» (1946)
- Медаль «За доблестный труд в Великой Отечественной войне» (1946)
- Сталинская премия III степени за спектакль «Варвары» М. Горького Государственного русского драматического театра БССР (1953)[1]
- Заслуженная артистка БССР (1961)
- Орден «Знак Почёта».